# Carlos Piñeiro
Carlos Aurelio López Piñeiro (La Coruña, 21 de julio de 1950) es profesor, investigador, escritor, guionista, productor y director de cine.

## Biografía
Doctor por la Universidad de Vigo con la tesis [cum laude] "Técnica do relato fílmico". En 1975 comenzó a trabajar como crítico cinematográfico del diario La Voz de Galicia con el seudónimo Caurel, y como productor, guionista y director en el Equipo Imaxe -reconocido con el premio honorífico Mestre Mateo 2006- del que fue miembro fundador.
Intervino en la realización de numerosos cortometrajes, y es considerado entre los pioneros del audiovisual gallego. Además de prólogos y capítulos de obras colectivas, como Obradoiros de Cine Clásico [AGAG-Tórculo, 2003] y Xéneros cinematográficos? Aproximacións e reflexións [AGAG-USC, 2006], individualmente ha publicado los libros O cine na revista Vida Gallega (1909-1938) [CGAI, 1995], O nacemento dunha cidade (A implantación do cine en Pontevedra), [Diputación de Pontevedra, 1998], "Enrique Barreiro, cineasta e inventor [Nosa Terra, 2001] y "As catro estacións do relato audiovisual" [Autoedición con la ayuda de la Fundación SGAE, 2018].
Participa activamente en numerosos eventos, foros y entidades defensoras del audiovisual gallego. También participó en el Seminario de Análisis de Guion con Linda Seger en 1997, en el taller de Diálogos en el Guion Cinematográfico con Valentín Fernández Tubau en 1999 y en el taller de Dramaturgia Cinematográfica con Jean-Claude Carrière en 2000.
Fue profesor de diversas materias en la Facultad de Ciencias Sociales y de la Comunicación de la Universidad de Vigo y de producción creativa y guion en la Escuela Superior de Artes Cinematográficas de Galicia (EGACI).

## Premios y distinciones
- Fue premio de guiones cinematográficos 1992 de la Consejería de Cultura de la Junta de Galicia.
- Nominado a los premios Agapi 1999 a la mejor dirección de producción.
- En 1993 y 1995 fue premio de la 3ª y 4ª Convocatoria (CGAI - Federación de Cineclubes de Galicia).
- En 1996, premio de investigación Provincia de Pontevedra.
- Presidente de la Asociación de Productoras de Galicia entre 1988 y 1991.
- 1999 Miembro de la junta directiva de la Asociación Galega de Guionistas.
- Es miembro de la Asociación Española de Historiadores del Cine.

## Filmografía abreviada
- 2006 Gutbai, Charly. HDV. Mediometraje. Coproducción con London Film School y EGACI. Guion y dirección Jorge Casinello.
- 1998 Disonancias. 35mm. Cortometraje. Coproducción con Vía Láctea Filmes. Guion y dirección Ignacio Vilar.
- 1994 Inanimados. Vídeo infografías. Producción. Guion y dirección Alfredo García Pinal.
- 1991 Aldán e Elva. Vídeo. Piloto de Telecomedia. Producción: Vici. Coguion Miguel Anxo Murado.
- 1989 Urxa. 35mm. Largometraje. Producción. Coguion y codirección con Alfredo García Pinal.
- 1986 Noa e Xoana. 35mm. Cortometraje. Coproducción con Luísa Peláez.
- 1984 Embarque. 35mm. Cortometraje. Producción, guion y dirección.
- 1984 Morrer no mar. 35mm. Cortometraje. Producción. Guion y dirección Alfredo García Pinal. Primer premio del "I Festival Internacional de Cinema de Troia". Portugal, 1985.
- 1984 O segredo. 35mm. Cortometraje. Producción. Guion Uxía Blanco y Daniel Domínguez. Dirección Daniel Domínguez.
- 1983 Alea. Vídeo-creación. Producción, guion y dirección.
- 1979 A cidade que se nos vai. 16mm. Cortometraje documental. Equipo Imaxe. Producción, guion y dirección.
- 1979 Circos. 16mm. Mediometraje documental. Equipo Imaxe. Producción y montaje. Dirigida por Xavier Villaverde.
- 1977 A ponte da verea vella. 16mm. Cortometraje. Equipo Imaxe. Producción y dirección. Coguion Suso Montero
- 1976 Illa. 16mm. Cortometraje. Equipo Imaxe. Producción, guion y dirección. Premio a la mejor película en las "IV Xornadas de Cine Independente", Madrid, Primer Premio "IX Festival Internacional de Cine Independente Ciudad de Zaragoza", 1976.